# Anthophora nigrifacies
Anthophora nigrifacies är en biart som beskrevs av Heinrich Friese 1905. Anthophora nigrifacies ingår i släktet pälsbin, och familjen långtungebin. Inga underarter finns listade i Catalogue of Life.